# Positionelle Klonierung
Die positionelle Klonierung umfasst Methoden zur Identifikation unbekannter DNA-Sequenzen in unmittelbarer Nachbarschaft einer bekannten DNA-Sequenz. Im Gegensatz zur funktionellen Klonierung basiert die positionelle Klonierung auf der Suche nach einer angrenzenden DNA-Sequenz auf dem gleichen DNA-Molekül. Das Verfahren wird häufig zur Isolierung von Genen eingesetzt, die für eine bestimmte Krankheit prädisponieren. Die Technik stützt sich auf die Verwendung bekannter polymorpher Marker, deren Vererbung durch verschiedene Mitglieder von Familien, die von der Krankheit betroffen sind, nachvollzogen werden kann. So kann das verantwortliche Gen anhand seiner Position auf einem mit der Krankheit verbundenen Chromosom kartiert werden. Die sukzessive Klonierung der Region führt zur Isolierung von Kandidatengenen. Die Identifizierung von Mutationen weist schließlich auf das richtige Gen hin, dessen Funktion dann untersucht werden kann.
Beispiele für die erfolgreiche Identifizierung von krankheitsverursachenden Genen sind Chorea Huntington, Myotone Dystrophie Typ 1, Fragiles-X-Syndrom, Neurofibromatose Typ 1, Mukoviszidose und Retinoblastom.
Komplexer wird dieses Laborverfahren, wenn die Krankheit durch Mutationen an mehr als einem Locus verursacht wird; in diesem Fall ist die Analyse von sehr großen Familien vorteilhaft.